# Маріо Лічка
Маріо Лічка (чеськ. Mario Lička, нар. 30 квітня 1982, Острава) — чеський футболіст, півзахисник клубу «Збузани».

## Клубна кар'єра
Син олімпійського футбольного чемпіона Вернера Лічки. У перші роки навчання змінював клуби слідом за батьком: французький «Гренобль», бельгійський «Берхем Спорт», потім повернення до Франції в «Кале» та «Гранд-Сінті». Після завершення кар'єри батька залишився в академії остравського «Баніка», де Вернер перші роки працював тренером.
В сезоні 2002/03 почав виступати в основному складі остравського клубу. За підсумками сезону Лічка отримав «Золотий м'яч» Чехії у номінації «Відкриття року». У сезоні 2003/2004 Маріо Личка став чемпіоном та фіналістом кубка Чехії. У фіналі кубка проти столичної «Спарти» півзахисник забив гол, але «Банік» програв з рахунком 1:2. У «Баніку» Личка виступав до березня 2005 року; залишок сезону чех провів на правах оренди в італійському «Ліворно».
В сезоні 2005/06 Маріо Лічка грав у «Словацко», після чого перебрався до Англії, де два сезони виступав за «Саутгемптон» у Чемпіоншіпі. Влітку 2008 року півзахисник повернувся в «Банік», де провів ще 2 сезони.
Починаючи з сезону 2010/11 Маріо Лічка виступає в чемпіонаті Франції за клуб «Брест». Чеський півзахисник дебютував у Лізі 1 в матчі першого туру проти «Тулузи». 28 серпня 2010 року Маріо Лічка забив перший гол у чемпіонатах Франції, вразивши ворота «Кана» з пенальті. За три роки відіграв за команду з Бреста 84 матчі в національному чемпіонаті.
На сезон 2013/14 повернувся до Чехії, де приєднався до титулованої празької «Славії». Втім, сезон виявився невдалим: Лічка зіграв лише 13 матчів чемпіонату з 30, а клуб став четвертим з кінця лише в одному очку від зони вильоту.
У липні 2014 повернувся до Франції, підписавши контракт з «Істром». Гравець збірної Чехії Лічка мав додати досвіду амбіційній команді, яка щойно опустилася з Ліги 2 до Національного чемпіонату та планувала одразу піднятися назад, і на чолі якої був чемпіон світу Ліонель Шарбоньє. Натомість за підсумками сезону клуб посідає передостаннє місце, що означає пониження до четвертого дивізіону.
На сезон 2015/16 переходить до Польщі, де грає за новачка польської Екстракляси «Термаліку Брук-Бет» з села Нецеча. У клубі був переважно резервістом, зігравши лише 11 матчів у чемпіонаті.
Влітку 2016 повертається до Чехії, де грає за клуби нижчих ліг: спочатку за «Хмел» (Блшани), а з 2017 за «Збузани».

## Виступи за збірні
Протягом 2002–2003 років залучався до складу молодіжної збірної Чехії. На молодіжному рівні зіграв у 16 офіційних матчах, забив 2 голи.
В 2009–2010 роках провів 3 товариських матчі за національну збірну.

## Сім'я
Батько Маріо — відомий чехословацький футболіст та чеський тренер Вернер Лічка. Брат — Марцель Лічка, також професійний футболіст.

## Досягнення

### Клубні
- Чемпіон Чехії (1) : 2003/04
- Фіналіст кубка Чехії (1) : 2003/04

### Особисті
- Чеський «Золотий м'яч» у номінації «Відкриття року»: 2003